# Alahärmä
Alahärmä finn település.

## Fekvése

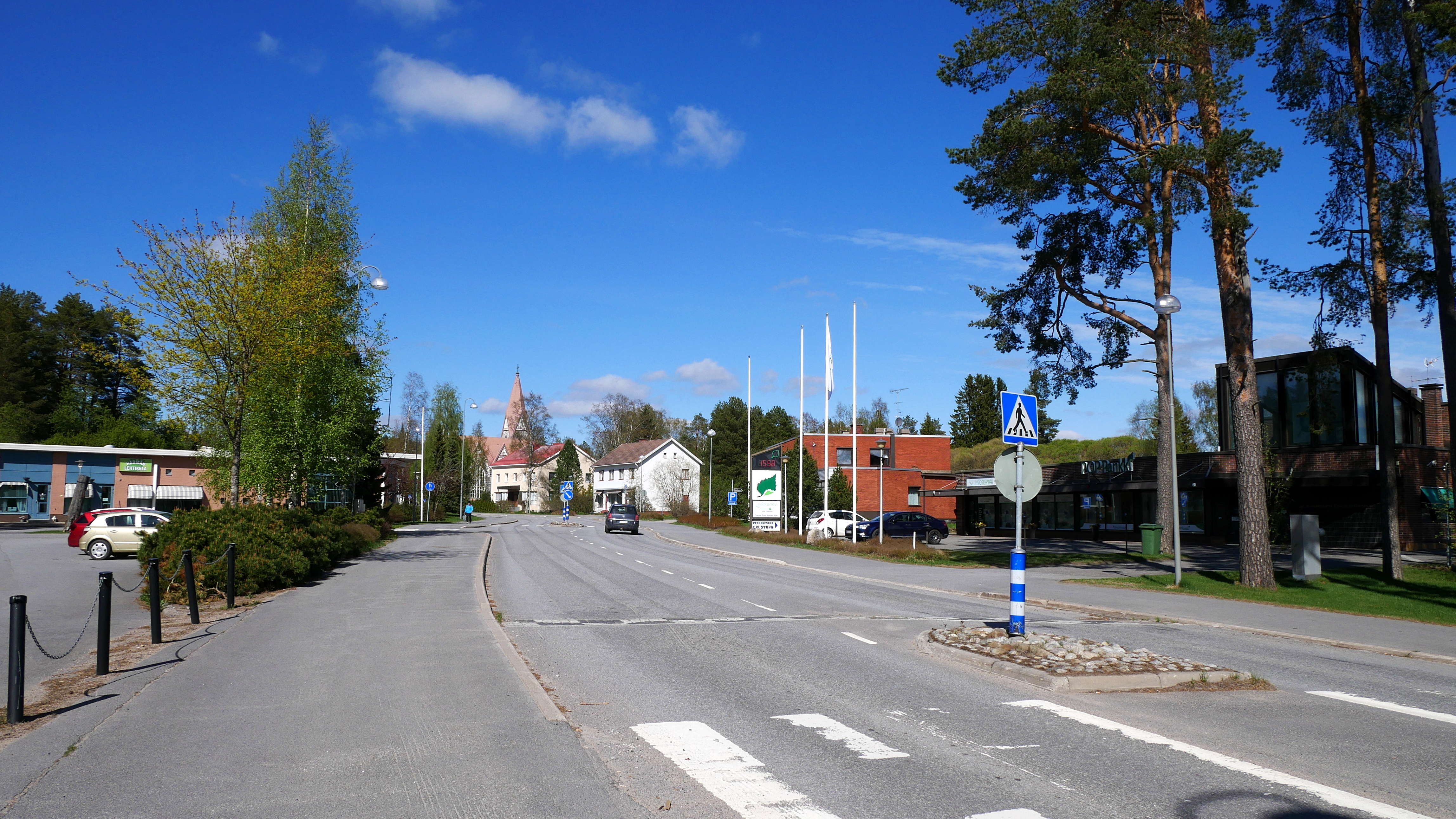
Alahärmä központja

Nyugat-Finnországban, azon belül Dél-Ostrobothnia régióban található. 4930-an lakják, területe 354.11 km², ebből 1.76 km² víz. A népsűrűség 14 fő/km².
Alahärmä a Lapuanjoki folyó partján fekszik. Ez termékenyt talajt adott, amit az első telepesek ki is használtak A falutól északkeletre gyönyörű tájak találhatóak. A környéken lévő gyárak, cégek leginkább a fém- , bunda- , keményítő-, és tejiparban érdekeltek. Finnországon belül a település környékén a legkisebb a munkanélküliségi ráta.

## Történelem
Heikki Maununpoika Härmä volt az első telepes aki a környékre érkezett. Egy egyszerű farmer volt, aki elsőként épített Lapuanjoki folyó keleti partján házat 1537-ben. Ez a ház a mai templommal szemben állt. A neve nyomán lett a falu neve Härmä. A régi templomot Antti Hakola híres egyházépítési vállalkozó építette fából 1752-ben. A mai templom 1903-ban épült. A banditák száma az 1790-1885- ig tartó időszakban megnövekedett. A leghíresebb bandita Antti Isotalo volt, kinek háza ma is megtekinthető. Ő és bandája egész Finnországban híres volt. 1915-1916 között felmerülő függetlenség komoly érzelmeket váltott ki a lakosokból, ennek nyomán 43 ember jelentkezett a hadseregbe, többen mint bármely más vidéki településből.

## Testvérvárosok
- Lemvig, Dánia
- Jevnaker, Norvégia
- Nybro, Svédország
- Tahkuranna, Észtország